# 十條駐屯地
十條駐屯地（日语：／，JGSDF Camp Jyujyou）位於日本東京都北區十條台1-5-7，是北關東防衛局、陸上自衛隊、海上自衛隊、航空自衛隊共同使用的防衛省設施。為三自衛隊的後勤中樞。
駐屯地司令由陸上自衛隊補給統制本部長兼任，基地司令由航空自衛隊第2補給處十條分處長兼任。赤羽西5丁目的十條駐屯地赤羽分屯地（武器補給處赤羽分處、補給統制本部赤羽台地區）現已改建為北區立赤羽自然觀察公園與國家訓練中心陸上競技場。

## 沿革
- 1958年美軍歸還過去接收的東京兵器補給廠（日语：東京兵器補給廠）（TOD地區）部分區域，第2地區及第4地區的部分區域成立陸上自衛隊十條駐屯地。第2地區成立十條駐屯地赤羽分屯地。
- 1960年1月14日：法令新設十條駐屯地[1]。
- 1997年

10月16日：海上自衛隊需給統制隊從市谷移入。
12月1日：航空自衛隊補給本部從市谷基地移入。
12月：航空自衛隊第1補給處東京分處從目黑基地移入。
12月：陸上自衛隊資材統制隊從市谷駐屯地移入。
- 1998年（平成10年）

3月：陸上自衛隊的資材統制隊與武器補給處十條分處整合成立陸上自衛隊補給統制本部。
12月8日：海上自衛隊廢止需給統制隊，新設海上自衛隊補給本部。
- 2013年（平成25年）8月1日：航空自衛隊第1補給處（日语：航空自衛隊第1補給処）廢止[2]，原補給處東京分處改組為「航空自衛隊第2補給處十條分處」[3]。

## 所在機關（防衛省本省）

### 地方支分部局
- 北關東防衛局装備部
  - 装備企劃課
  - 装備第1課

## 駐屯部隊、機關（十條駐屯地）

### 防衛大臣直轄部隊、機關
- 陸上自衛隊補給統制本部（日语：陸上自衛隊補給統制本部）
- 十條連絡班（警務隊東部方面警務隊第126地區警務隊下屬部隊）

### 東部方面總監直轄部隊
- 十條派遣隊（東部方面通信群第105基地系統通信大隊第316基地通信中隊下屬部隊）

## 所在機關（十條地區）

### 防衛大臣直轄機關
- 海上自衛隊補給本部
- 十條警務分遣隊（海上自衛隊警務隊東京地方警務隊下屬部隊）

## 所在機關（十條基地）

### 防衛大臣直轄機關
- 十條分處（航空自衛隊補給本部第2補給處（日语：航空自衛隊第2補給処）下屬部隊）

## 交通方式
- 高速道路：首都高速中央環狀線 瀧野川入口/新板橋出口
- 一般道：國道17號、國道122號、東京都道306號王子千住南砂町線（日语：東京都道306号王子千住南砂町線）、東京都道318號環狀七號線、東京都道455號本鄉赤羽線（日语：東京都道455号本郷赤羽線）、東京都道460號中十條赤羽線（日语：東京都道460号中十条赤羽線）
- 鐵道：JR東日本埼京線十條站、京濱東北線／東京地下鐵南北線 王子站
- 港灣：東京港（指定特定重要港灣（日语：指定特定重要港湾））
- 機場：東京國際機場（第一種機場）調布飛行場、橫田飛行場、入間基地、立川飛行場（日语：立川飛行場）（其他機場）東京直升機場（公共直升機場）

## 備註
1. ↑  .   [2017-05-21]. （原始内容存档于2018-05-28）.
2. ↑  「自衛隊法施行令及び防衛省の職員の給与等に関する法律施行令の一部を改正する政令」（平成25年7月31日公布，政令第二三〇号）官報平成25年7月31日号外第166号27面
3. ↑  防衛省告示第百四十五号「航空自衛隊の補給処の支処及び出張所の設置に関する告示（昭和四十六年防衛庁告示第三十七号）の全部改正」（官報本紙第6100号，平成二十五年八月一日第七面）